# Lepidocyrtus paradoxus
Lepidocyrtus paradoxus är en urinsektsart som beskrevs av Jindřich Uzel 1891. Lepidocyrtus paradoxus ingår i släktet Lepidocyrtus och familjen brokhoppstjärtar. Arten är reproducerande i Sverige. Inga underarter finns listade i Catalogue of Life.